# Лауфен на Некару
Лауфен на Некару (њем. Lauffen am Neckar) град је у њемачкој савезној држави Баден-Виртемберг. Једно је од 46 општинских средишта округа Хајлброн. Према процјени из 2010. у граду је живјело 10.847 становника. Посједује регионалну шифру (AGS) 8125056.

## Географски и демографски подаци
Лауфен ам Некар се налази у савезној држави Баден-Виртемберг у округу Хајлброн. Град се налази на надморској висини од 175 метара. Површина општине износи 22,6 km². У самом граду је, према процјени из 2010. године, живјело 10.847 становника. Просјечна густина становништва износи 479 становника/km².

## Међународна сарадња
| Мјесто | Држава    | Врста сарадње | Од    |
| ------ | --------- | ------------- | ----- |
|        | Француска | партнерство   | 1974. |
| Извор  |           |               |       |